# Tiukalinsk
Tiukalinsk – miasto w Rosji, w obwodzie omskim, 60 km na północny wschód od Omska. W 2009 liczyło 12 106 mieszkańców.